# Chamonixia octorugosa
Chamonixia octorugosa är en svampart som beskrevs av Corner & Hawker 1953. Chamonixia octorugosa ingår i släktet Chamonixia och familjen Boletaceae.   Inga underarter finns listade i Catalogue of Life.